# Cràter Sedan
El Cràter Sedan és un cràter produït durant els assaigs nuclears de Sedan i situat a la zona de proves de Nevada. El cràter fou llistat en el registre nacional de llocs històrics dels Estats Units el 21 de març de 1994. Es tracta d'un cràter fet per l'home visible a ull nu des de l'òrbita terrestre. El cràter és el resultat del desplaçament de 12 milions de tones de terra provocat per la detonació. Actualment el cràter es pot visitar i rep anualment uns 10.000 visitants.
El cràter és circular (de 390 m de diàmetre × 100 m de profunditat) i fou creat el 6 de juliol de 1962 mitjançant l'explosió d'una bomba nuclear de 104 quilotones (435 terajoules).